# Carmen Serdán

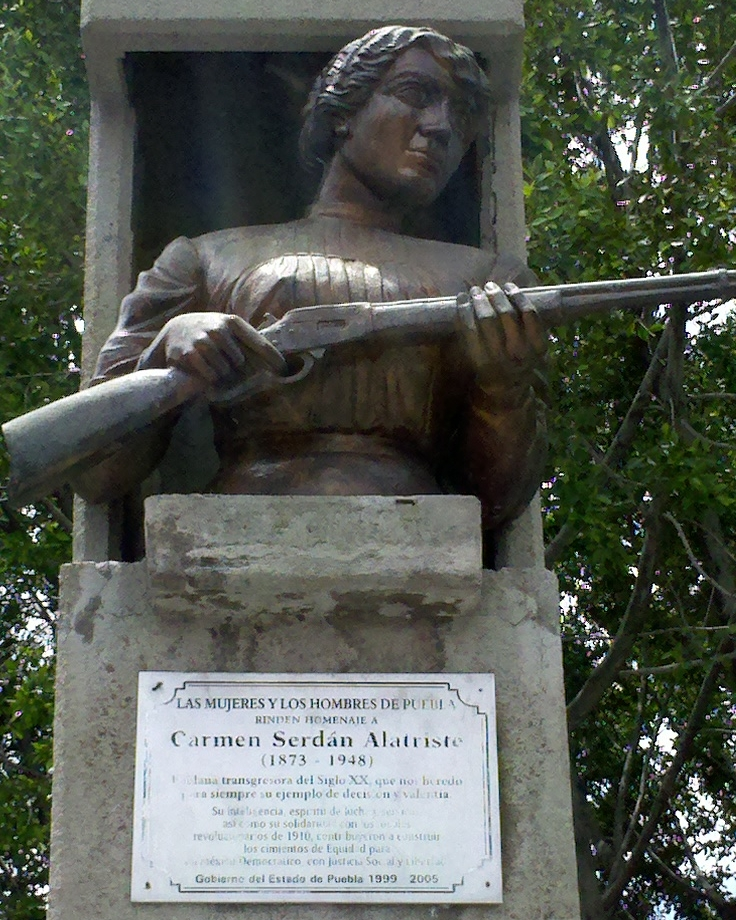
standbeeld van Carmen Serdán in Puebla

Carmen Serdán Alatriste (Puebla, 11 november 1875 - aldaar, 21 augustus 1948) was een Mexicaans revolutionair. Zij loste het eerste schot van de Mexicaanse Revolutie.
Via haar broer Aquiles Serdán raakte zij betrokken bij de Nationale Antiherverkiezingspartij (PNA) in het verzet tegen Porfirio Díaz, en reisde naar Texas om geld te verzamelen voor de opstand. Op 18 november 1910 ontdekten de autoriteiten de samenzwering, en leger en politie het huis van de familie Serdán in Puebla aan. Serdán beschoot de politiechef Miguel Cabrera toen deze het huis binnendrong, waarna deze terugschoot. De kogelgaten zijn nog steeds te bezichtigen in het huis, dat nu het Museum voor de Revolutie is. Toen meer ordetroepen binnendrong riep Serdán vanaf het balkon de bevolking op de revolutionairen te steunen. De meesten van hen, waaronder Aquiles, werden echter gedood en Carmen werd gevangengenomen.
Na het verder escaleren van de revolutie deed Serdán als verpleegster dienst in het Constitutionalistisch Leger. Zij overleed in 1948.